# David I. (Äthiopien)
David I. (äthiop. ዳዊት, auch Dawit I. bzw. "Dawit II." genannt, mit dem Beinamen Konstantinos (ቆስጠንጢኖስ, Qwastantinos); * vermutlich um 1350; † 6. Oktober 1413, tödlich verunglückt) war von 1381 bis 1411 Neguse Negest (Kaiser) von Äthiopien.
Er war der Sohn des Negus Negest (Kaisers) Newaya Krestos und direkter Nachfahre des ersten Negus Yekuno Amlak aus der Dynastie der Salomoniden.
Seinen Anspruch auf den Thron setzte er 1381 in einem Aufstand gegen seinen Bruder durch und ließ sich anschließend seine Kaiserwürde vom koptischen Patriarchen Matthäus I. legitimieren. Kaiser David I. wurde während seiner Regentschaft stark von Mönchen verschiedener äthiopischer Mönchsorden beeinflusst. Die inneren Auseinandersetzungen in der koptischen Kirche erlangten in dieser Zeit ernsthafte politische Bedeutung für Äthiopien.
Bereits zu Beginn seiner Regierungszeit führte David I. einen siegreichen Feldzug gegen die Mameluken-Herrscher im benachbarten Ägypten und konnte so deren Einfluss auf Äthiopien zurückdrängen. Gegen das muslimische Sultanat Adal im Südosten des Landes führte David I. einen langandauernden Krieg, der vom Tod des Sultans Haqadin II. nur kurz unterbrochen wurde. Der neue Sultan von Adal, Saad ad-Din, setzte den Krieg gegen das christliche Äthiopien fort. Während des Krieges konnte David I. bis zum Jahr 1397 zahlreiche muslimische Gebiete erobern. Ein Feldzug gegen Zeila im Norden des Reiches sicherte Äthiopien einen weiteren Zugang zum Indischen Ozean. Ein jüdischer Aufstand gegen Kaiser David I. konnte ebenfalls niedergeschlagen werden.
1387 entsandte der Kaiser in Vorbereitung einer Wallfahrt nach Jerusalem eine Gesandtschaft nach Ägypten an den Hof des Mameluken-Sultans Barkuk. Diese Gesandtschaft sollte in Verhandlungen die Sicherheit der koptischen Wallfahrer in Ägypten und den Zugang nach Jerusalem erreichen. Mit Verhandlungsgeschick und der Drohung der Ausweisung ägyptischer Kaufleute aus Äthiopien erreichte der Negus den freien Transit für seine Wallfahrt, die dann eine Reliquie des Christuskreuzes nach Äthiopien brachte.
Im Jahr 1395 hatte vermutlich ein Botschafter von David I. Mailand erreicht. König Heinrich IV. von England wandte sich 1400 mit einem Brief an den äthiopischen Kaiser. Diesem gelang es in der Folge, zahlreiche Kontakte nach Europa herzustellen. Schließlich erreichte 1402 die erste äthiopische Gesandtschaft unter dem in Diensten des Kaisers stehenden Florentiners Antonio Bartoli in Venedig europäischen Boden.
Vor 1411 kam der Italiener Pietro Rombulo nach Äthiopien und trat in den Dienst von Kaiser David I. Rombulo kehrte erst nach 37 Jahren nach Europa zurück. Die engen Kontakte Äthiopiens mit dem christlichen Europa während der Regentschaft von David I. hatten starken Einfluss auf die kulturelle Entwicklung des Landes. So kam zu einer neuen Blütezeit der äthiopischen Literatur.
Nach 1400 geriet der Kaiser immer stärker unter den Einfluss verschiedener Mönchsorden, die durch Intrigen ihre Stellung am Kaiserhof festigen wollten und die aktiv an der Entmachtung des für sie unbequemen Kaisers arbeiteten. Um 1410 soll Kaiser David I. die Mönche und Eremiten von den „Inseln der Grotten“ nach seinem Schicksal befragt haben. Diese Mönche rieten dem Kaiser, zugunsten seines Sohnes Tewodros auf den Thron zu verzichten. Nachdem diese Prophezeiung von den Mönchen eines einflussreichen Klosters bestätigt wurde, verzichtete Kaiser David I. auf die Krone und trat 1411 zugunsten seines Sohnes zurück, denn ein Nichtbefolgen der Prophezeiung hätte einen offenen Konflikt ausgelöst.
Im Jahr 1413 wurde David durch den Hufschlag eines Pferdes tödlich verletzt. Er wurde im Kloster Daga auf einer Insel im Tanasee beigesetzt.